# 大川隆法
大川隆法（日语：／ Ōkawa Ryūhō，1956年7月7日—2023年3月2日），原名中川隆（日语：なかがわ たかし），是日本爭議性新興宗教團體幸福科學的創始人及總裁。
他在1986年創立「幸福科學」，之後又成立了New Star Production和ARI Production兩家藝能經紀公司以及幸福實現黨。

## 簡介

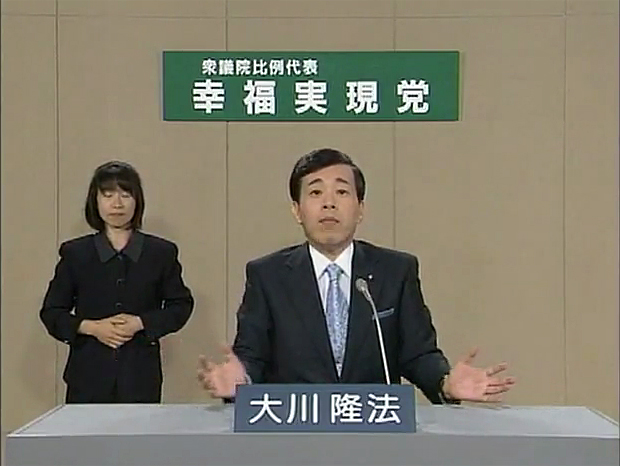
大川隆法正在发表政见，2009年

中川隆從東京大學畢業後，在一家貿易公司工作，其後被派遣到美國紐約時，在紐約城市大學修讀國際金融學。1986年，他辭職創立幸福科學，並自称是赫耳墨斯、释迦牟尼等人物的转世。
根據官方說法，大川隆法寫了超過3,000本書，但實際上這些都只是他法話演講的文字版。他又製作過19部電影。
1988年，大川隆法與木村恭子結婚，她其後擔任幸福實現黨總裁。兩人共育有五個孩子：長子宏洋、長女咲也加、次子真輝、三子裕太、次女愛理沙。但後來兩人於2012年離婚。其後幸福科學宣布她因對該組織造成傷害，在各大報章上誹謗該組織以及污辱愛爾康大靈等而被永久開除。 之後他又於2012年與教團職員近藤紫央結婚。
大川曾經被奧姆真理教於1995年1月企圖用VX神經毒劑暗殺。
2023年2月28日、大川隆法被發現倒在东京港區的住宅中并緊急送醫，3月2日宣布死亡，終年66歲。教團人員透露說大川在死前幾天就因未知病毒而引發了39度的高燒並有呼吸困難的症狀，有室息感，最終因突發腦梗去世。

## 政治參與
2008年9月，大川在幸福科學紐約分部演講，談到幸福科學的政治軟實力。在演講中他說自己是「日本的造王者之一」，可以選擇誰做日本首相，也可以讓首相在一個月內辭職。他又聲稱如果美國總統不能實現某些外交政策可以問他，他可以在一周左右的時間內實現。
幾個月後，大川隆法宣布成立幸福實現黨，成為幸福科學的政治分支。 2009年4月，大川發表了「幸福實現黨宣言」。 2009年5月23日，該黨正式成立，同年8月宣布参加第45届日本众议院议员总选举，不過最终落选。

## 外部鏈結
- 官方网站